# Сатмари, Андраш
Андраш Сатмари (венг. András Szatmári, род. 3 февраля 1993 года, Будапешт, Венгрия) — венгерский фехтовальщик на саблях, двукратный призёр Олимпийских игр, двукратный чемпион мира и трёхкратный чемпион Европы, многократный призёр чемпионатов мира и Европы.

## Биография
Андраш родился в Будапеште в 1993 году. Он начал заниматься фехтованием в семь лет. В 2011 году венгерский фехтовальщик дебютировал на соревнованиях взрослого уровня: он выступил на домашнем этапе Кубка мира в Будапеште.
Первый успех на взрослом уровне пришёл к Андрашу в 2014 году: на чемпионате мира он стал бронзовым призёром в командных соревнованиях. Через год венгр занял третье место в командной сабле на европейском первенстве.
В 2016 году Андраш не попал на Олимпийские игры, но удачно выступил на командном чемпионате мира: он в составе сборной Венгрии стал вице-чемпионом.
Следующий год Андраш провёл отлично: на европейском первенстве он стал бронзовым призёром в командных соревнованиях, а на главном старте сезона — чемпионате мира — венгерский фехтовальщик стал чемпионом в личном первенстве, а в командной сабле остановился в шаге от золотой медали.
В 2018 году венгерский фехтовальщик впервые выиграл чемпионат Европы, победив в командном турнире саблистов, а на мировом первенстве стал обладателем бронзовой медали.
В предолимпийском сезоне Андраш снова проявил себя на крупнейших международных стартах: на чемпионате Европы он помог своей сборной выиграть серебряные медали, а на домашнем чемпионате мира венгр стал вице-чемпионом личного турнира, уступив лишь корейцу О Сан Уку, а также командного первенства, проиграв в борьбе за титул представителям Южной Кореи.

## Лучшие результаты

### Чемпионаты мира
- Золото — чемпионат мира 2017 года (Лейпциг, Германия)
- Серебро — чемпионат мира 2016 года (Рио-де-Жанейро, Бразилия) (команды)
- Серебро — чемпионат мира 2017 года (Лейпциг, Германия) (команды)
- Серебро — чемпионат мира 2019 года (Будапешт, Венгрия)
- Серебро — чемпионат мира 2019 года (Будапешт, Венгрия) (команды)
- Бронза — чемпионат мира 2014 года (Казань, Россия) (команды)
- Бронза — чемпионат мира 2018 года (Уси, Китай) (команды)

### Чемпионаты Европы
- Золото — чемпионат Европы 2018 года (Нови-Сад, Сербия) (команды)
- Серебро — чемпионат Европы 2019 года (Дюссельдорф, Германия) (команды)
- Бронза — чемпионат Европы 2015 года (Монтрё, Швейцария) (команды)
- Бронза — чемпионат Европы 2017 года (Тбилиси, Грузия) (команды)